# 联邦技术转移法
《联邦技术转移法》（Federal Technology Transfer Act of 1986）是美国国会于1986年通过的一部法案。该法是《Stevenson—Wydler技术创新法》的补充法案。
该法案提出政府所有或维持运行的实验室可以同大学及企业建立科研合作；实验室负责人有权与企业签订合作协议，建立合资企业，推广实验室的技术等。但对于由政府部门委托的研究项目对外合作时，须经所属部门审批。开展的合作研究项目应与本实验室的研究目标相一致。合作过程中，实验室可以接受合作单位的资金、人员、资产等。对于合作研究项目，政府可以支持项目所需的管理费用，主要是人员费用。对于合作项目，如果技术发明成果是由实验室人员创造，实验室负责人有权优先提供参与合作的企业、大学或联合体，并免去政府对合作研究成果所占的份额。为了调动联邦实验室人员参与技术转移的积极性，《联邦技术转移法》规定可以向有关人员发放奖金。来自技术转移的收入，技术发明人的个人所得不少于15%。
1980年，美国国会通过了《Stevenson—Wydler技术创新法》。该法案明确指出联邦政府对国家投入的科研成果的转化负有责任，要求政府部门推动联邦政府支持的技术向地方政府和企业转移。该法实质上将技术转移纳入到联邦政府相关部门的职责中，成为政府部门的一项任务之一。法案规定拥有联邦政府实验室的各部门，用于技术转移的经费不少于科研总预算的0.5%；要求每个联邦实验室设立研究与应用办公室。